# Оомс, Аманда
Аманда Оомс (швед. Amanda Ooms; род. 5 сентября 1964, Кальмар, Швеция) — шведская актриса и писательница.

## Биография
Родилась 5 сентября 1964 года в Швеции в городе Кальмар. Свою первую роль в кино сыграла в комедийной драме 1986 года «Братья Моцарт».
В 1989 году получила премию «Аманда» за лучшую женскую роль, сыграв в криминальном триллере «Карачи». В 1991 году снялась в известном телесериале «Хроники молодого Индианы Джонса».
Аманда три раза номинировалась на шведскую премию «Золотой жук»: в 2006 («Дочери Гарри») и 2007 годах («Поиск») как лучшая актриса, в 2009 («Незабываемые моменты») — как лучшая актриса второго плана.
Также Аманда снялась в вышедшем в 2012 году боевике «Неудержимые 2» с участием множества известных актёров.

## Фильмография
- 1986 — «Братья Моцарт»
- 1988 — «Отель Санкт-Паули»
- 1989 — «Карачи»
- 1989 — «Женщины на крыше»
- 1991 — «Honeckers vergessene Tochter»
- 1991 — «Спальня Бастера»
- 1992 — «Женева»
- 1992 — «Хроники молодого Индианы Джонса» (телесериал)
- 1993 — «Обманчивый свет»
- 1993 — «De tussentijd»
- 1994 — «Месмер»
- 1995 — «Ничья земля» (телефильм)
- 1996 — «Волчица» (телесериал)
- 1996 — «Passageraren»
- 1997 — «Охота на СМ 24» (телефильм)
- 1997 — «Chock 7 — I nöd och lust» (телекороткометражка)
- 1998 — «Getting Hurt» (телефильм)
- 1998 — «Качели» (телесериал)
- 1998 — «Курильщица» (короткометражка)
- 1999 — «Doomwatch: Winter Angel» (телефильм)
- 2000 — «Переработанный»
- 2000 — «Продолжение следует…» (короткометражка)
- 2001 — «Röd jul» (телекороткометражка)
- 2001 — «Белый как снег»
- 2002 — «Сага о Форсайтах» (телесериал)
- 2003 — «Страх „Икс“»
- 2005 — «Дочери Гарри»
- 2005 — «Валландер» (телесериал)
- 2005 — «Лазерный человек» (телесериал)
- 2006 — «Поиск»
- 2006 — «Linerboard» (короткометражка)
- 2007 — «К борьбе» (телесериал)
- 2007 — «Isprinsessan» (телефильм)
- 2008 — «Об этом не знает никто»
- 2008 — «Незабываемые моменты»
- 2009 — «Белое золото» (короткометражка)
- 2009 — «Модерн» (телесериал)
- 2010 — «Kommissarie Winter» (телесериал)
- 2010 — «За голубыми небесами»
- 2012 — «Неудержимые 2»
- 2013 — «Виктория: История любви»
- 2013 — «Убийство у моря»
- 2013 — «Ученик»
- 2014 — «Lucia de B.»